# Rotonde décagonale allongée
Pour les articles homonymes, voir J21.
En géométrie, la rotonde décagonale allongée est un des solides de Johnson (J21). Comme son nom l'indique, il peut être construit par allongement d'une rotonde décagonale (J6), c'est-à-dire en attachant un prisme décagonal à sa base. Il peut aussi être vu comme une orthobirotonde décagonale allongée (J42) dont on a enlevé une rotonde décagonale.
Les 92 solides de Johnson ont été nommés et décrits par Norman Johnson en 1966.